# Leptostylis macruroides
Leptostylis macruroides är en kräftdjursart som beskrevs av Stebbing 1912. Leptostylis macruroides ingår i släktet Leptostylis och familjen Diastylidae. Inga underarter finns listade i Catalogue of Life.